# Mette Knudsen
Mette Louise Knudsen, född 2 oktober 1943, är en dansk filmregissör, manusförfattare och journalist. 

## Filmer i urval
- 1971 – Kære Irene (skådespelare och manusförfattare)
- 1975 – Ta't som en man, frun (manus och regi)
- 1997 – Skat det er din tur (manus och regi)
- 2016 – Vejen er lang – om kvindebevægelsens historie (manus och regi)